# ラカイ
ラカイ（ラカイ・リミテッド・フットウェア、Lakai, Inc.）は、アメリカ合衆国・カリフォルニア州に本社を置くフットウェア会社で、スケートボード用のシューズを主に製造してる企業。

## 概要
1999年にリック・ハワードとマイク・キャロルの二人のプロスケートボーダーが、"inspired by skateboarding"をテーマに設立。
日本に進出後は日本限定商品の発売も多い。2017年の公式募集で決まったTOKYOオフィシャルライダーはスケーター伊藤慎一であり、LAKAI Tokyoのチームマネージャーも務めている。2020年4月に日本語版オフィシャルサイトもオープンした。 
日本法人が日本独自の商品展開をしているのと同様に、韓国のLAKAI KOREAはアメリカ本社とは別のロゴマークを使い、太極旗や独島（日本名 竹島）などの国民感情に寄り添ったデザインの商品を投入するなどより独自色の強い運営をしている。 
またラカイ アメリカ本社としてではなくLAKAI KOREAとしてタイムズスクエアに三一節の広告を掲出したり、インターネット上の書き込みに対する積極的な訴訟を展開している。